# Hans Boskamp

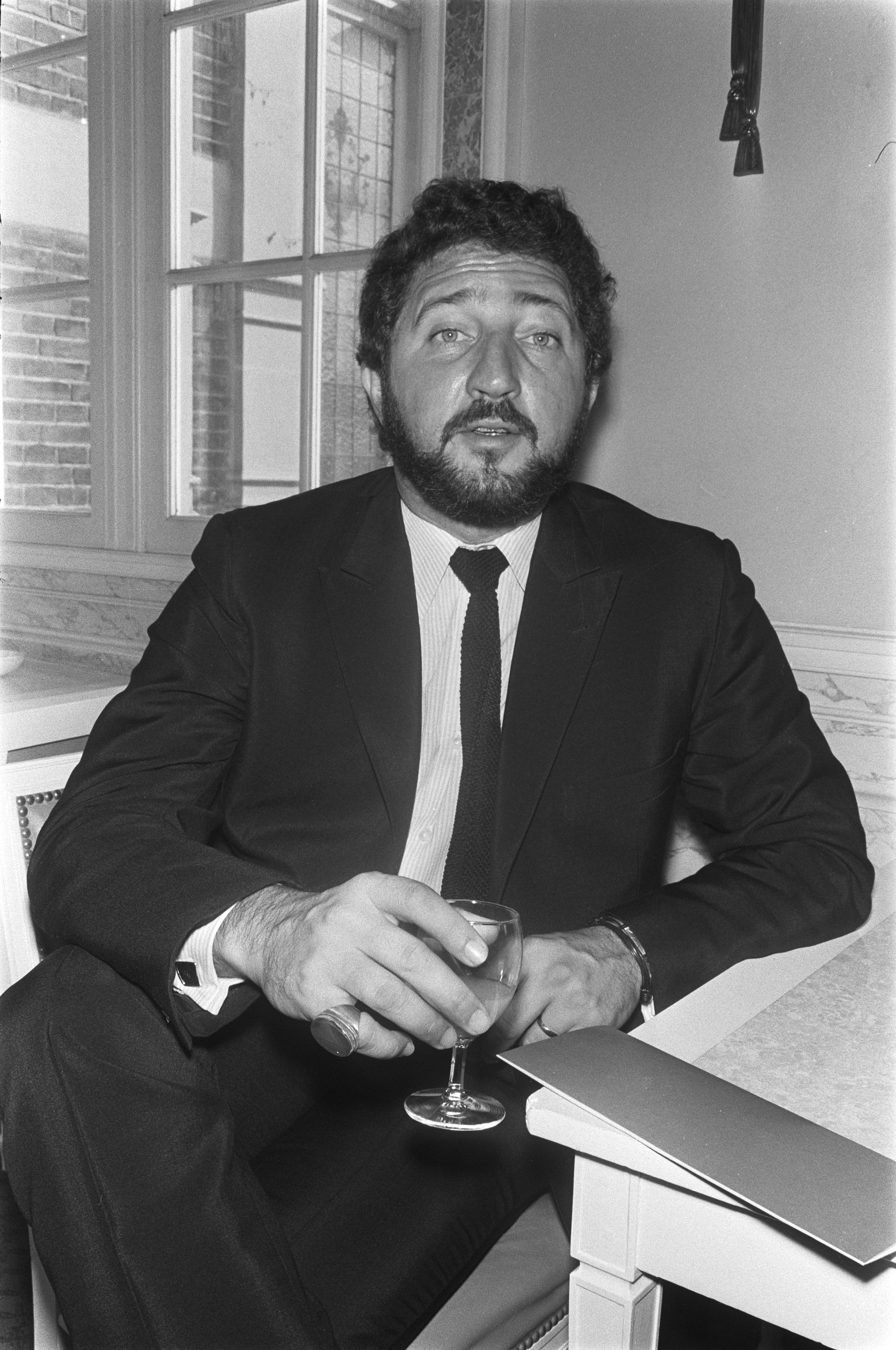
Hans Boskamp, Amsterdam 1970

Hans Boskamp (Pseudonym von Johannes Hendricus Gerardus Hoelscher, * 7. Mai 1932 in Rotterdam; † 22. März 2011 in Dordrecht) war ein niederländischer Fußballspieler und Schauspieler.

## Werdegang
Hans Boskamp wurde als Sohn des Schauspielers und Sängers Johan Boskamp in Rotterdam geboren. Er wurde zuerst bekannt als Fußballspieler bei Ajax Amsterdam und trat viermal für die Nationalmannschaft an.
Nach seiner Schulzeit studierte Boskamp Jura; anschließend arbeitete er bei einer Bank. Ab 1960 war er als Schauspieler tätig, zuerst im Theater an der Seite seines Vaters. Später trat er in verschiedenen Fernsehserien auf, zum Beispiel in der historischen Jugendserie Floris als Grutte Pier, in der Musicalserie Ja zuster, nee zuster als griechischer Gastarbeiter (eine Gastrolle, in der er das bekannt gewordene Lied Stroei-voei sang) und später in der Comedyserie Oppassen!!! als Jopie der Zuhälter. Boskamp war auch im 1984 erschienenen Film De Leeuw van Vlaanderen als Guido III. (St. Pol) zu sehen. In der niederländischen Fassung von Sesamstraße (Sesamstraat) synchronisierte er Oskar Griesgrams Dialoge. Auch spielte er in Turks fruit (Türkische Früchte) einen Magazinchef und trat 1994 als Vater Doolittle in der niederländischen Fassung von My Fair Lady auf.
2008 verschlechterte sich sein Gesundheitszustand durch eine Streptokokkeninfektion. Im März 2011 starb Boskamp im Alter von 78 Jahren an einem Hirninfarkt in einem Krankenhaus in seinem Wohnort Dordrecht.